# Pichoy Airport
Pichoy Airport är en flygplats i Chile.   Den ligger i provinsen Provincia de Valdivia och regionen Región de Los Ríos, i den södra delen av landet, 700 km söder om huvudstaden Santiago de Chile. Pichoy Airport ligger 17 meter över havet.
Terrängen runt Pichoy Airport är platt. Runt Pichoy Airport är det glesbefolkat, med 13 invånare per kvadratkilometer.. Närmaste större samhälle är El Arenal, 17,1 km sydväst om Pichoy Airport.
I omgivningarna runt Pichoy Airport växer huvudsakligen savannskog.